# マイク・オールマン
マイケル・L・オールマン（Michael L. Ohlman, 1990年12月14日 - ）は、アメリカ合衆国フロリダ州マナティ郡ブレイデントン出身のプロ野球選手（捕手）。右投右打。MLB・ボストン・レッドソックス傘下所属。

## 経歴

### プロ入りとオリオールズ傘下時代
2009年のMLBドラフト11巡目（全体326位）でボルチモア・オリオールズから指名され、プロ入り。
2012年にドーピング違反で50試合の出場停止処分を受けた。オフにはオーストラリアン・ベースボールリーグのパース・ヒートでプレーした。
2013年11月20日に40人枠に登録された。
2014年3月10日にAA級ボウイ・ベイソックスへ異動した。3月11日にオリオールズと1年契約に合意した。
2015年1月27日にDFAとなった。

### カージナルス傘下時代
2015年2月3日に後日発表選手または金銭とのトレードで、セントルイス・カージナルスへ移籍した。
カージナルス移籍後もメジャーデビューを果たせず、2016年10月13日に40人枠外、オフの11月7日にはFAとなった。

### ブルージェイズ時代
2016年11月17日にトロント・ブルージェイズとマイナー契約を結び、2017年のスプリングトレーニングに招待選手として参加することになった。
2017年の開幕は傘下のAAA級バッファロー・バイソンズで迎えた。5月8日に正捕手のラッセル・マーティンが故障者リスト入りしたためメジャー契約を結んでアクティブ・ロースター入りした。翌9日のクリーブランド・インディアンス戦でメジャーデビュー。5月20日にDFA、23日に40人枠を外れる形でAAA級バッファローへ配属された。8月12日にマーティンの故障者リスト入りに伴い、再度メジャーに昇格した。8月16日にミゲル・モンテロの故障者リストからの復帰に伴い、再びDFAとなり、8月18日に40人枠から外れる形でAAA級バッファローに配属された。この年メジャーでは7試合に出場して打率.231・1打点の成績を残した。レギュラーシーズン終了後の10月2日にFAとなった。

### レッドソックス傘下時代
2018年1月10日にテキサス・レンジャーズとマイナー契約を結んでスプリングトレーニングに招待選手として参加することになったが、3月24日に金銭トレードで、ボストン・レッドソックスへ移籍した。

## 詳細情報

### 年度別打撃成績
| 年 度    | 球 団    | 試 合 | 打 席 | 打 数 | 得 点 | 安 打 | 二 塁 打 | 三 塁 打 | 本 塁 打 | 塁 打 | 打 点 | 盗 塁 | 盗 塁 死 | 犠 打 | 犠 飛 | 四 球 | 敬 遠 | 死 球 | 三 振 | 併 殺 打 | 打 率 | 出 塁 率 | 長 打 率 | O P S |
| -------- | -------- | ----- | ----- | ----- | ----- | ----- | -------- | -------- | -------- | ----- | ----- | ----- | -------- | ----- | ----- | ----- | ----- | ----- | ----- | -------- | ----- | -------- | -------- | ----- |
| 2017     | TOR      | 7     | 13    | 13    | 1     | 3     | 0        | 0        | 0        | 3     | 1     | 0     | 0        | 0     | 0     | 0     | 0     | 0     | 3     | 0        | .231  | .231     | .231     | .462  |
| MLB：1年 | MLB：1年 | 7     | 13    | 13    | 1     | 3     | 0        | 0        | 0        | 3     | 1     | 0     | 0        | 0     | 0     | 0     | 0     | 0     | 3     | 0        | .231  | .231     | .231     | .462  |

- 2017年度シーズン終了時

### 背番号
- 43（2017年）